# 京士威道

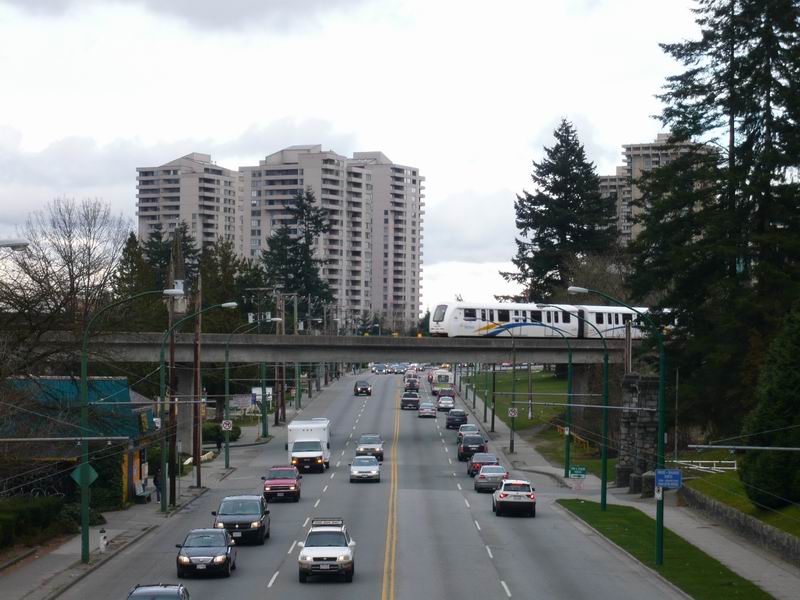
京士威道在界限道以東本拿比市内一景，溫哥華架空列車路軌在此處跨越京士威道

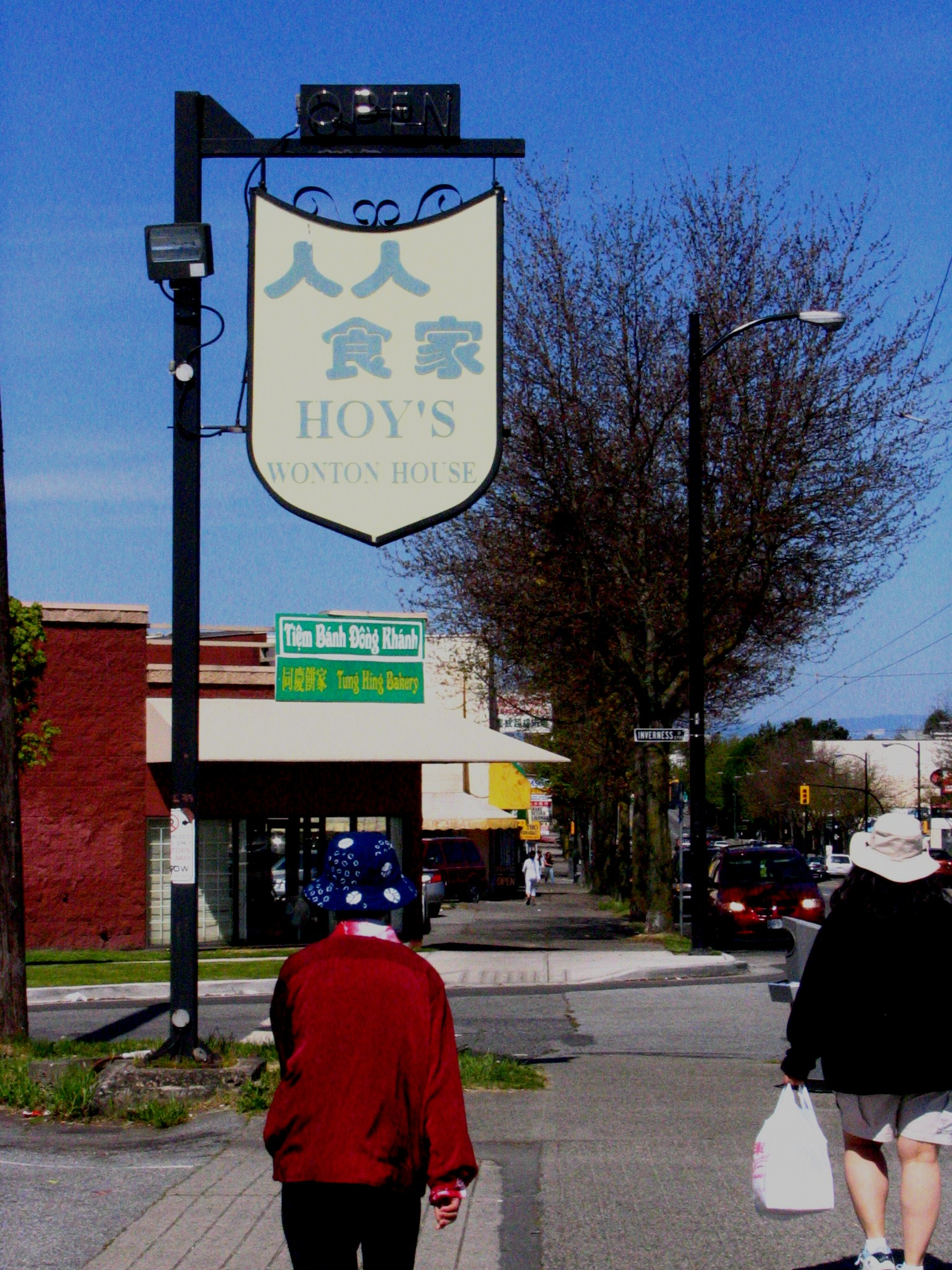
溫哥華東區一段京士威道上的中餐館和越南餐館

京士威道（英語：Kingsway）是加拿大卑詩省大溫哥華地區一條主要街道，西北起溫哥華市快樂山區緬街交界處，東南至本拿比和新西敏的市界線，並在此駁上新西敏的第12街。京士威道是大溫地區最長的街道之一，沿線風貌亦隨地區而異：京士威道在溫哥華東區的路段佈滿東亞裔和南亞裔居民營運的商店和餐館，而本拿比西南部的一段京士威道則是鐵道鎮的主要商業走廊。京士威道是連接溫哥華市和本拿比市的主要通道之一，而溫哥華架空列車博覽線和千禧線共構路段的軌道亦在溫哥華市域多利街至本拿比市愛德蒙斯街之間大致與京士威道平行。

## 歷史
京士威道的前身是一條連接卑詩殖民地首府新西敏和溫哥華福溪及煤氣鎮的荒野小道，在理查·穆迪上校（Richard Moody）的建議下由英國皇家工程兵開拓而成，以防新西敏河岸被敵軍圍堵的話，英軍亦可從福溪和煤氣鎮調度軍隊去守衛殖民地首府。這條別稱福溪徑（False Creek Trail）的道路於1860年開通，沿布勒半島上坡度最小的途徑延伸，因此走線成了西北至東南走向，並與後來劃下的溫哥華市棋盤狀道路網構成一系列銳角；道路沿線最高點則位於現時本拿比市鐵道鎮所在。
由於此道路往東南方向通往新西敏，因此在溫哥華市和南溫哥華（1929年前為獨立於溫哥華市的地方行政區）内的路段曾先後稱為「新西敏道」（New Westminster Road）和「西敏道」（Westminster Road），而現時緬街介乎東7街和布勒內灣的路段當時亦視作西敏道的延伸部分，因此過去亦曾稱為「西敏大道」（Westminster Avenue）。另一方面，此道路的本拿比段於1872年擴濶後稱為「溫哥華道」（the Vancouver Road），其質素再於1892年本拿比設立地區政府後得以改善。而隨著與此道平行，連接溫哥華和新西敏的市際電車線於1891年開通，此道沿線的地帶亦逐漸成為新移民定居的熱門選擇之一。省政府和道路沿線各市鎮政府從1912年起聯手改善道路質素，而此路則於1913年9月30日正式重開，並以倫敦的同名街道取名為。
1930年代經濟大蕭條期間，政府進行一系列刺激就業計劃，當中包括動用失業工人擴濶京士威道，達致現時大部分路段來回六線行車的局面。省政府並將京士威道編號為1號公路和99號公路的一部分，又將之編入橫加公路系統。隨著橫加公路在大溫哥華地區的走線於1960年代遷至新建成的401號高速公路，京士威道亦從橫加公路系統中剔除。1號和99號公路的編號則於1971年至1972年間分別轉至達致高速公路資格的401號和499號公路，而京士威道則同時改屬1A和99A公路，直至該兩個省道編號於2000年代取消為止。
2011年10月，溫哥華市議會通過由市議員鄭文宇提出的動議，考慮將介乎菲沙街和乃磨街的一段京士威道定為小西貢區，以突顯該區越裔商戶林立的特色。介乎菲沙街和乃街的一段京士威道於2013年5月正式定為小西貢區。

## 外部連結
- 维基共享资源上的相關多媒體資源：京士威道